# Blackpool
Blackpool er en badeby ved havet i nordvestlige England. Traditionelt del af Lancashire, men fra og med 1. april 1998 har byen været under selvstændig administration. Byen har omkring 142.000 indbyggere.
Tidligere havde bilfabrikanten TVR en fabrik i Blackpool, og mange af byens indbyggere havde således arbejde på fabrikken. Swallow Sidecar Company, der er en forløber for Jaguar Cars havde også deres oprindelige produktion i byen.
Blackpool Tower er en af byens seværdigheder og er inspireret af Eiffeltårnet i Paris.
Hvert efterår afholdes Blackpool Illuminations, der en festival, hvor tusinder af lyskæder oplyser byen. Festivalen blev afholdt første gang i 1879.
Blackpool har en sporvognslinje der kører på en 18 km lang strækning.
Byens primære hospital er Blackpool Victoria Hospital.